# Хенна (фильм)
«Хенна́» (хинди हिना, англ. Henna) — индийско-пакистанский кинофильм-мелодрама, выпущенный в 1991 году в оригинале на языках хинди и урду. Последняя незаконченная режиссёрская работа Раджа Капура: во время съёмок он умер, и фильм закончили его сыновья Рандхир и Раджив.

## Сюжет
Фильм поднимает проблему непростых индийско-пакистанских отношений. Действие происходит в Кашмире, расположенном на территории Индии и Пакистана, и начинается в Индии, в городе Сринагаре. Две семьи ведут приготовления к свадьбе Чандера и Чандни. Чандер всегда опаздывает, будь то бизнес или свидание с любимой. В день своей помолвки Чандер, как всегда, опоздал, спешит домой на превышенной скорости, но, попав в сильную грозу, теряет контроль над машиной и падает в реку. Чандни в отчаянии отказывается верить в гибель Чандера и говорит родителям, что будет ждать возвращения любимого или никогда не выйдет замуж.
Действие фильма переносится в Пакистан, в Джелум, на берег реки Инд. В живописной горной деревушке в цыганском таборе живёт молодая девушка-мусульманка Хенна с овдовевшим отцом Хан-Баба, суфийским мастером, тремя братьями — Ашрафом, Раззаком, Заманом и женой Раззака, Наджмой. Однажды утром Хенна находит раненого и потерявшего сознание незнакомца, тело которого сильным течением прибило к берегу. Хенна с отцом и местной женщиной Биби Гул ухаживают за незнакомцем, а когда молодой человек приходит в себя, выясняется, что он потерял память. Во сне незнакомец кричит слово «Чанд», и окружающие начинают называть его этим именем.
Вскоре Чанд поправился настолько, что может ходить и начинает работать вместе с Биби Гул, помогая ей делать глиняные горшки. Хенна влюбляется в Чанда и мечтает выйти за него замуж. К большому огорчению девушки, к ней сватается деспотичный Шахбаз-Хан, намного старше её, который уже был женат дважды, но, в соответствии с законами Шариата, может жениться в два раза больше. Хан-Баба планирует брак Хенны с Чандом и назначает день свадьбы. Молодой человек, благодарный этим людям за спасение и уход, не решает отказаться, хотя относится к Хенне только как к сестре. Во время свадьбы начинается гроза, к Чанду возвращается память, выясняется, что он — индуист. Местные жители потрясены, но мудрый и справедливый Хан-Баба убеждает людей относиться к Чандеру по-дружески.
Шахбаз-Хан подозревает Чандера в шпионаже, в результате чего молодого человека арестовывают и допрашивают в полиции. Хенна вместе со своими братьями помогают Чандеру бежать из тюрьмы. На прощание Хенна дарит Чандеру мешочек с хной (см. менди — один из традиционных свадебных индийских ритуалов) и просит передать этот подарок своей индийской «сестре» Чандни, желая им счастья. Появившийся с полицией Шахбаз-Хан обвиняет Хенну и её семью в пособничестве шпиону, предательстве своего народа и страны. Хенна с братьями предлагают провести Чандера по труднодоступным горным тропам к границе. Шахбаз-Хан с полицией отправляются в погоню за беглецами.
До индийско-пакистанской границы добираются только Хенна и Чандер — остальные их спутники ранены или убиты в пути. В момент пересечения границы молодые люди попадают под перекрёстный огонь, и Хенна, загораживая собой Чандера, погибает у него на руках. Тяжелораненый, Чандер в отчаянии пытается убедить индийцев и пакистанцев прекратить стрелять и спрашивает, сколько ещё понадобится человеческих жизней, чтобы Индия и Пакистан могли сосуществовать мирно?..
Чандер и Чандни поженились, и в их семьях свято хранится память о любви, благородстве и самопожертвовании пакистанской «сестры» Хенны.

## В ролях
| Актёр               | Роль                            |
| ------------------- | ------------------------------- |
| Зеба Бахтияр        | Хенна                           |
| Риши Капур          | Чандер / Чанд                   |
| Ашвини Бхаве        | Чандни                          |
| Саид Джаффри        | Хан-Баба (отец Хенны)           |
| Фарида Джалал       | Биби Гул                        |
| Кулбхушан Кхарбанда | отец Чандни                     |
| Рима Лагу           | мать Чандни                     |
| Раза Мурад          | Шахбаз-Хан                      |
| Киран Кумар         | Ашраф (брат Хенны)              |
| Дилип Дхаван        | Раззак (брат Хенны)             |
| Мохниш Бехл         | Сурендра (капитан полиции)      |
| Шамми Капур         | рассказчик (в титрах не указан) |

## Съёмочная группа
- Режиссёры: Радж Капур, Рандхир Капур
- Продюсеры: Рандхир Капур, Раджив Капур
- Сценаристы: Джайнендра Джайн, Ходжа Ахмад Аббас, В. П. Сатхе
- Диалоги: Хасина Моин
- Композитор: Равиндра Джайн
- Оператор: Радху Кармакар
- Художники: Суреш Савант, Бхану Атайя
- Монтажёр: Джитху Мандал
- Песни за кадром исполняют: Лата Мангешкар, Мохаммед Азиз, Суреш Вадкар, хор.

## Саундтрек
| № | Оригинальное название               | Исполнитель(ница)             |
| - | ----------------------------------- | ----------------------------- |
| 1 | «Bedardi Tere Pyar Ne»              | Лата Мангешкар                |
| 2 | «Vash Malle»                        | Мохаммед Азиз                 |
| 3 | «Anar Dana»                         | Лата Мангешкар                |
| 4 | «Marhaba Sayyedi»                   | Мохаммед Азиз                 |
| 5 | «Main Hoon Khushrang Henna (Happy)» | Лата Мангешкар                |
| 6 | «Main Der Karta Nahin»              | Лата Мангешкар, Суредж Вадкар |
| 7 | «Chitthiye»                         | Лата Мангешкар                |
| 8 | «Der Na Ho Jaye Kahin»              | Лата Мангешкар, Суредж Вадкар |
| 9 | «Janewale O Janewale»               | Лата Мангешкар, Суредж Вадкар |

## Награды и номинации
37-я церемония награждения Filmfare Awards (1992)
- Номинация в категории «Лучший фильм» (Рандхир Капур[англ.])
- Номинация в категории «Лучшая женская роль» (Зеба Бахтияр[англ.])
- Премия в категории «Лучшая женская роль второго плана» (Фарида Джалал)

## Дополнительные факты
- Фильм является последней и незаконченной режиссёрской работой Раджа Капура, во время съёмок он умер, и фильм заканчивал его сын Рандхир[1][2].
- Диалоги для фильма по просьбе Раджа Капура написала известная пакистанская писательница Haseena Moin. Изначально она не решалась работать в фильме Болливуда. А после смерти Раджа Капура она обратилась с просьбой к Рандхиру не упоминать её имя в титрах, так как это может повредить её сторонникам в Пакистане[2]. Несмотря на то, что это принесло писательнице финансовые потери, она заявила в интервью, что для фильма это небольшая жертва, а для своей страны она может сделать всё, даже отдать жизнь[источник не указан 3588 дней].
- Дебютная роль в кино пакистанской театральной актрисы Зебы Бахтияр[англ.], благодаря которой она получила широкую известность[3][4].
- Съёмки фильма происходили в Кашмире[2] и (частично) в Швейцарии[источник не указан 3588 дней], как и в большинстве фильмов Раджа Капура.
- Фильм стал коммерчески успешным и был выбран в качестве официальной заявки от Индии на «Оскар», но не вошёл в шорт-лист номинации[5].